# Durga Das
Durga Charan Das (1920) è stato un pallanuotista indiano, che ha partecipato alle Olimpiadi di Londra 1948.